# پورت گراهام، آلاسکا
پورت گراهام (به انگلیسی: Port Graham) شهری در بخش شبه‌جزیره کنای ایالت آلاسکا است که جمعیت آن در سرشماری سال ۲۰۰۰ میلادی ۱۷۱ نفر بوده‌است.